# Saint-Victor (Dordonha)
Saint-Victor é uma comuna francesa na região administrativa da Nova Aquitânia, no departamento de Dordonha. Estende-se por uma área de 5,12 km². Em 2010 a comuna tinha 211 habitantes (densidade: 41,2 hab./km²).